# 約翰·白努利
約翰·伯努利（德語：Johann Bernoulli，1667年8月6日—1748年1月1日）出生於瑞士巴塞爾，是一位傑出的數學家。他是雅各布·伯努利的弟弟，丹尼爾·伯努利（伯努利定律發明者）與尼古拉二世·伯努利的父親。數學大師萊昂哈德·歐拉是他的學生。

## 大學教育
約翰的父親經營香料事業，是一位成功的商人。父親很希望約翰跟著他去學做生意，以後接手延續家庭的香料事業。可是，約翰對做生意實在沒有什麼興趣。約翰說千說萬，終於說服了擇善固執的父親，准許他去學習醫術，將來能夠懸壺濟世。1683年，約翰進入巴塞爾大學，主修醫科。但是，約翰打心底並不喜歡學醫。空閑的時候，他開始與他哥哥雅各布一起讀數學。後來，他們大多數的時間都用在研讀剛剛發現的微積分。在那個時代，他們不但最先地研讀與了解微積分，而且是最先應用微積分於各種問題的數學家。

## 職業生涯
從巴塞爾大學畢業後，約翰遷移至日內瓦，在那裡教微分方程式。1694年，約翰與 (Dorothea Falkner)共結連理。不久後，他成為格羅寧根大學的數學教授。1705年，由於岳父病重，想要與女兒共享天倫之樂。因此，約翰決定返回巴塞爾家鄉教書。在歸途中，他得到哥哥雅各布因患肺結核過世的噩耗。約翰原本去巴塞爾大學當希臘文教授的計畫，也因而有所改變。為了紀念雅各布對學術界的貢獻，巴塞爾大學聘請他繼承哥哥的數學教授職位。
在舉世矚目的牛頓-萊布尼茨辯論中，牛頓與萊布尼茨兩派人馬，因為誰是微積分的發明者的榮譽，產生了激烈地爭執 (Newton-Leibniz debate)。約翰是萊布尼茨微積分的學生；他站在萊布尼茨這一邊。約翰甚至為萊布尼茨辯護；一些牛頓方法無法解答的問題，萊布尼茨的優秀方法可以給予圓滿的答案。但是，由於約翰對於牛頓的反對，以及他和笛卡兒跟隨者的合作，他大力支持笛卡兒的渦旋理論，同時又強烈地攻擊牛頓萬有引力定律。因此，牛頓理論在歐洲地廣泛接受被拖延了很久。

### 家族紛爭

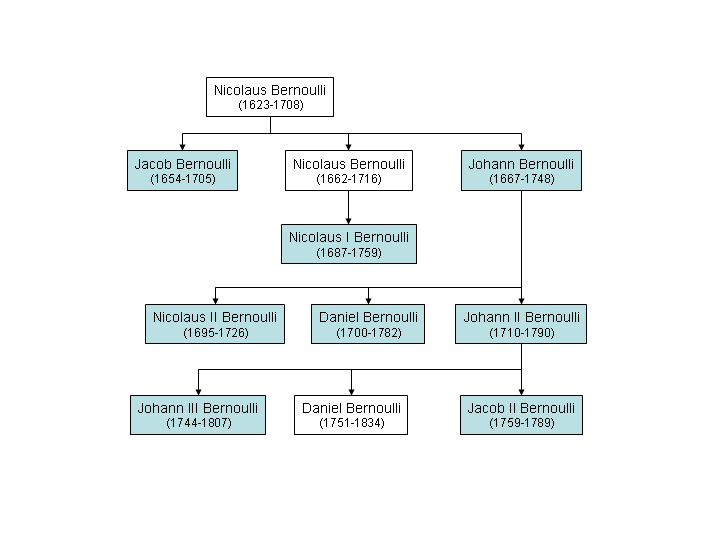
伯努利世系图

雖然在約翰畢業之前，雅各布曾與約翰共事，畢業後不久，兩兄弟逐漸產生了一種嫉妒與競爭的關係。約翰嫉妒雅各布在大學裡崇高的位置。在大庭廣眾下或私底下，兩兄弟時常互相較勁。雅各布過世後，約翰的忌妒又轉移到丹尼爾，他的天才兒子。1738年，父子兩幾乎同時地發表了各自在流體力學的研究成果。約翰故意將自己作品的完成日期提前，使它比兒子的日期還早兩年，這樣他便能獲得優先的榮譽。

## 數學貢獻
1691年，約翰成功地解答了雅各布著名的懸鏈線問題，這使兄弟倆之間的緊張關係更猶如火上澆油。1696年，約翰提出了自己已解出的最速降線問題。在短短的兩年內，他接到五個解答，其中一個是雅各布給予的。約翰也曾經建議了一個流體永動機。

### 洛必達糾紛
有一段時間，伯努利被洛必達聘請為私人數學老師。伯努利簽了一紙合約。這合約給予洛必達特殊的權力，准許洛必達發表伯努利所有的研究。洛必達最先地寫成了一本的微積分教科書，其內容大多是伯努利的傑作，包括現世知名的洛必達法則。

## 紀念
月球正面東北部的伯努利陨石坑以其家族命名。
法國巴黎的伯努利街以其家族命名。

## 參閱
- 二年級之夢

## 外部連結
- 數學譜系計畫，約翰·伯努利 （页面存档备份，存于）
- 約翰·J·奧康納; 埃德蒙·F·羅伯遜, ,  （英语）
- Golba, Paul, 約翰·伯努利
- 約翰·伯努利 （页面存档备份，存于）